# Microcrambus atristrigellus
Microcrambus atristrigellus là một loài bướm đêm trong họ Crambidae.